# Józef Jaroński
Tomasz Józef Jaroński (ur. 7 marca 1775 w Kozłowie lub Jedlni, zm. 13 lipca 1834 w Warszawie) – polski prawnik i tłumacz.

## Życiorys
Wywodził się ze szlacheckiej rodziny herbu Starża. Jego ojcem był Marcin Jaroński, a matką Agnieszka z Kamińskich (pierwsza żona Marcina). Edukował się najprawdopodobniej w Kolegium Pijarów w Radomiu, a potem ukończył studia prawnicze w Krakowie. W 1810 był sekretarzem Trybunału Sprawiedliwości w Krakowie. Wraz z młodszym bratem, Feliksem, tłumaczył na język polski Kodeks Napoleona. W 1814 opublikował dzieło zatytułowane Projekt o polepszeniu losu włościan polskich. W 1834 nabył po licytacji drewniany budynek na folwarku usytuowanym między ul. Bodzentyńską i obecnymi ulicami Pomorską, Kościuszki i Źródłową w Kielcach. Zmarł w Warszawie. Pochowano go na cmentarzu powązkowskim. 

## Rodzina
Miał żonę, Wiktorię z Juszyńskich i troje dzieci. Prapradziadek Tomasza Jarońskiego. 